# 南大阪電気鉄道
南大阪電気鉄道（みなみおおさかでんきてつどう）は、かつて存在した鉄道事業者である。大阪高野鐵道（現：南海高野線）から大阪鐵道（2代目）（現：近鉄南大阪線）の南側を沿うような形で敷設免許を取得していった。

## 概要
大和延長線の出資により大軌との関わりが強くなったが、やがて大和延長線により大阪鐵道は建設費高騰で負債を抱えるようになり、大軌の傘下に入ることになった。国家総動員法による合併が避けられない事を懸念した大阪鐵道は、鉄道省からの合併命令前に関急との合併を承認した。
敷設免許の用地取得のみであり、車両は保有していなかった。

## 沿革
- 1917年（大正6年）- 河南鐵道で社長が相次いで交替するなか、大阪市内への延伸に積極的だった越井社長が就任する。
- 1918年（大正7年）3月 - 国鉄の枝線的な存在から脱却すべく大阪天王寺駅まで鉄道敷設免許を申請する[2]。
  - 6月 - 大阪天王寺駅まで鉄道敷設免許が付与され、道明寺分岐案として路線延長に取り掛かる[3]。
  - 10月 - 沿線にある村の地区で鉄道敷設ルートをめぐり北部側と南部側で運動が起きる。河南鐵道の株主も二派に分裂する。
- 1919年（大正8年）3月8日 - 臨時株主総会が開催され資本金増資を決議する。国鉄の枝線的脱却も考え、大阪鐵道に社名変更。
- 1920年（大正9年）3月20日 - 南大阪電気鉄道（以下、南大阪電鉄）が堺線である堺～高田（31.4km）の敷設免許を取得する。[4][5]
- 1923年（大正12年）4月13日 - 道明寺 - 大阪天王寺が開通し旅客輸送営業開始。
  - 2月21日 - 南大阪電鉄が浅香線、香ケ丘 - 金岡の延長敷設免許を取得する。
  - 5月22日 - 南大阪電鉄が桜井線、高田 - 桜井（12.7km）の敷設免許を取得する。
- 1924年（大正13年）3月18日 - 南大阪電鉄が丹比線である天王寺堀越 - 埴生の延長敷設免許を取得する。
- 1926年（大正15年）2月5日 - 南大阪電鉄の保有する免許路線のうち古市 - 高田 - 桜井 (30.5km) を大阪鐵道に譲渡する契約をした。
  - 4月15日 - 大阪鐵道と南大阪電鉄の合併契約が締結。
  - 11月1日 - 大阪鐵道に吸収合併され消滅。
- 1927年（昭和2年） - 大阪鐵道の増資、株式6万株[6]を大阪電気軌道が引き受ける（持株比率14.6 %）。
- 1926年（大正15年）11月 - 大阪鐵道に吸収合併される。
- 1929年（昭和4年）3月 - 古市駅 - 久米寺駅（現・橿原神宮前駅間）が開通。現在の南大阪線に該当する区間が全通し、既に開通していた吉野鉄道（現在の近鉄吉野線に相当）とあわせて大阪阿部野橋駅 - 吉野駅間の直通運転を開始する。

## 計画線（敷設免許取得路線）と譲渡された用地

### 南大阪電気鉄道
- 堺線：堺[4][5] - 高田 (31.4 km)

高田駅の場所は旧磐園村で、現在の高田駅とは異なる。古市以西は、現在の南大阪線古市駅からそのまま西に分岐(現在の道明寺以西とは別)し、南海本線堺駅前へ向かうルートであったが、未成線となっている。明治期にも堺- -大和高田間の鉄道免許が出願されたが、却下された。免許自体は戦後も続き、1958年に八幡製鉄の堺製鉄所の建設が決定すると、1960年12月に近鉄が三宝までの敷設免許を出願し、南海も1961年1月に大浜 - 三国ヶ丘 - 国鉄八尾の免許を提出したが、1962年に双方とも却下された。
- 浅香線：香ケ丘 - 金岡  未成線。

- 桜井線：高田 - 桜井 (12.7 km)
- 丹比線：天王寺堀越 - 埴生

### 大鉄に引き継がれた路線および設備
- 天王寺堀越駅 - 大阪鐵道の手に渡るが既に大阪阿部野橋駅があるので、土地取得に困り果てていた京阪系列の阪和電気鉄道に売却された。国家総動員法により南海山手線になるが最終的には国有化されて国鉄（現在のJR西日本）阪和線となる。

- 浅香駅 - 南大阪電鉄が吸収合併されたのち、浅香山の土地（約6万坪）は大阪鐵道が所有するものになっていた。しかしながら所有したままでは困るので呉羽紡績に譲渡。それに伴い沿線開発で沿線を走る阪和電鉄に交渉を持ち掛けて浅香駅が設置された。
- 古市[7] - 高田 - 桜井 (30.5 km) 当初より短縮した形が、近鉄南大阪線の古市 - 久米寺（橿原神宮前）の区間である。

## 関連リンク
- 堺LRT